# Metro de Belo Horizonte
El Metro de Belo Horizonte es el medio de transporte que cruza en gran parte el área metropolitana de Belo Horizonte, en el estado brasileño de Minas Gerais; fue uno de los primeros ferrocarriles metropolitanos de Brasil. Es operado por la concesionaria Metrô BH, empresa que forma parte del grupo brasileño Comporte Participações S/A.

## Antecedentes e Historia

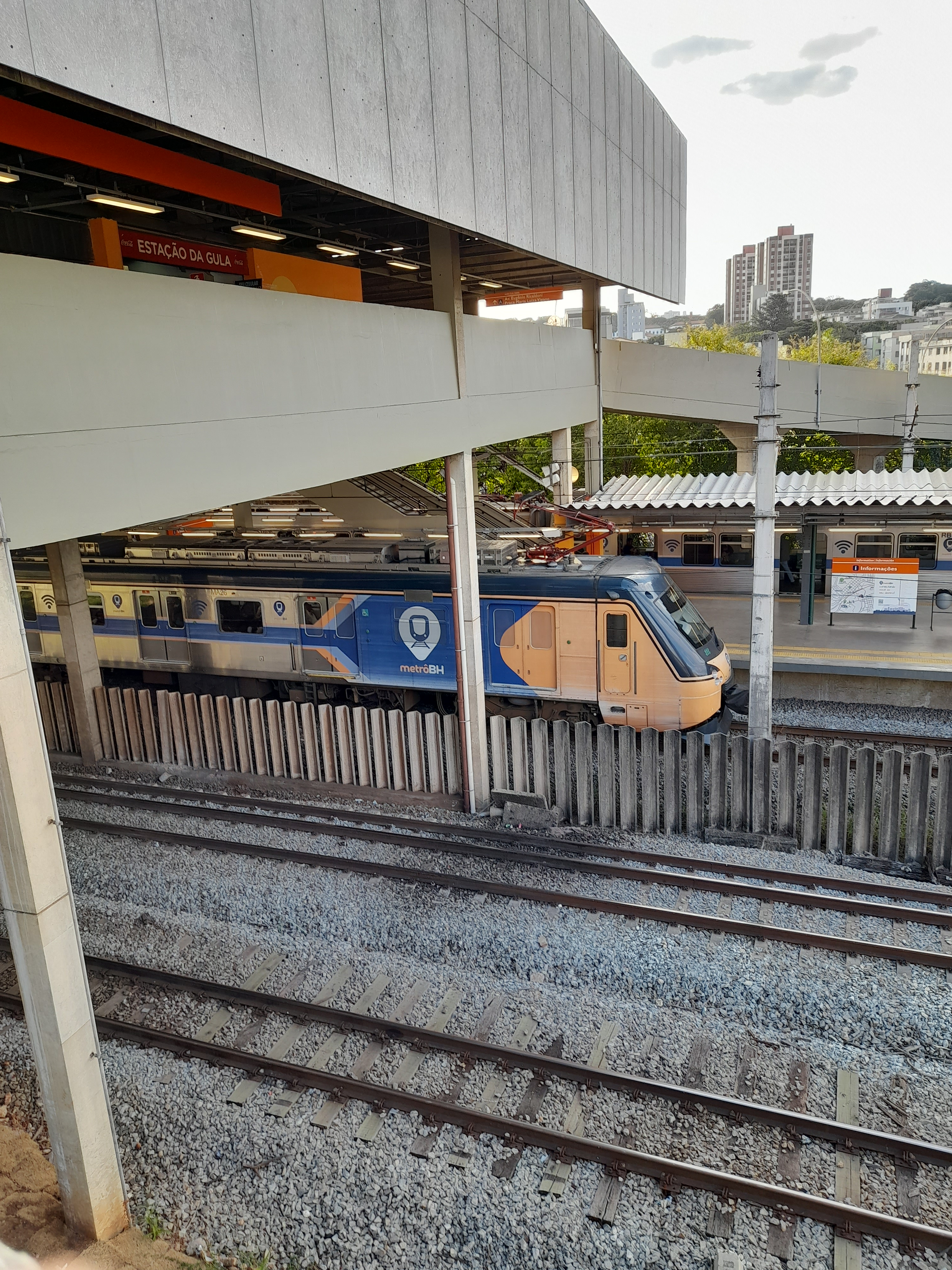
Estação Gameleira

El área metropolitana de Belo Horizonte, en el estado brasileño de Minas Gerais, tiene una población de cerca de 5 millones. 
La construcción del sistema, principalmente superficial, comenzó en 1981. La primera línea se planificó desde Eldorado en el oeste a São Gabriel en el norte de la ciudad. Mediría 23,5 km de largo y tendría 16 estaciones. En 1987 se entregó la estación Central, pero los trabajos de construcción sufrieron una interrupción debido a problemas financieros y solamente se pusieron en servicio 5 trenes en una extensión de 12,5 kilómetros de vía y siete estaciones, entre Eldorado y la Estación Central. 
La construcción se reanudó en 1991 y la estación de Vilarinho se alcanzó finalmente en 2002. Tiene hoy una longitud total de 28 km y 19 estaciones. En 2022 la gestión del metro pasó de la CBTU (Companhia Brasileira de Trens Urbanos) a la empresa Metrô BH. Actualmente funcionan 35 trenes de 4 coches cada uno. El viaje por todo el tramo dura 47 minutos. El metro transporta a unos 100.000 pasajeros al día.

## Cronología

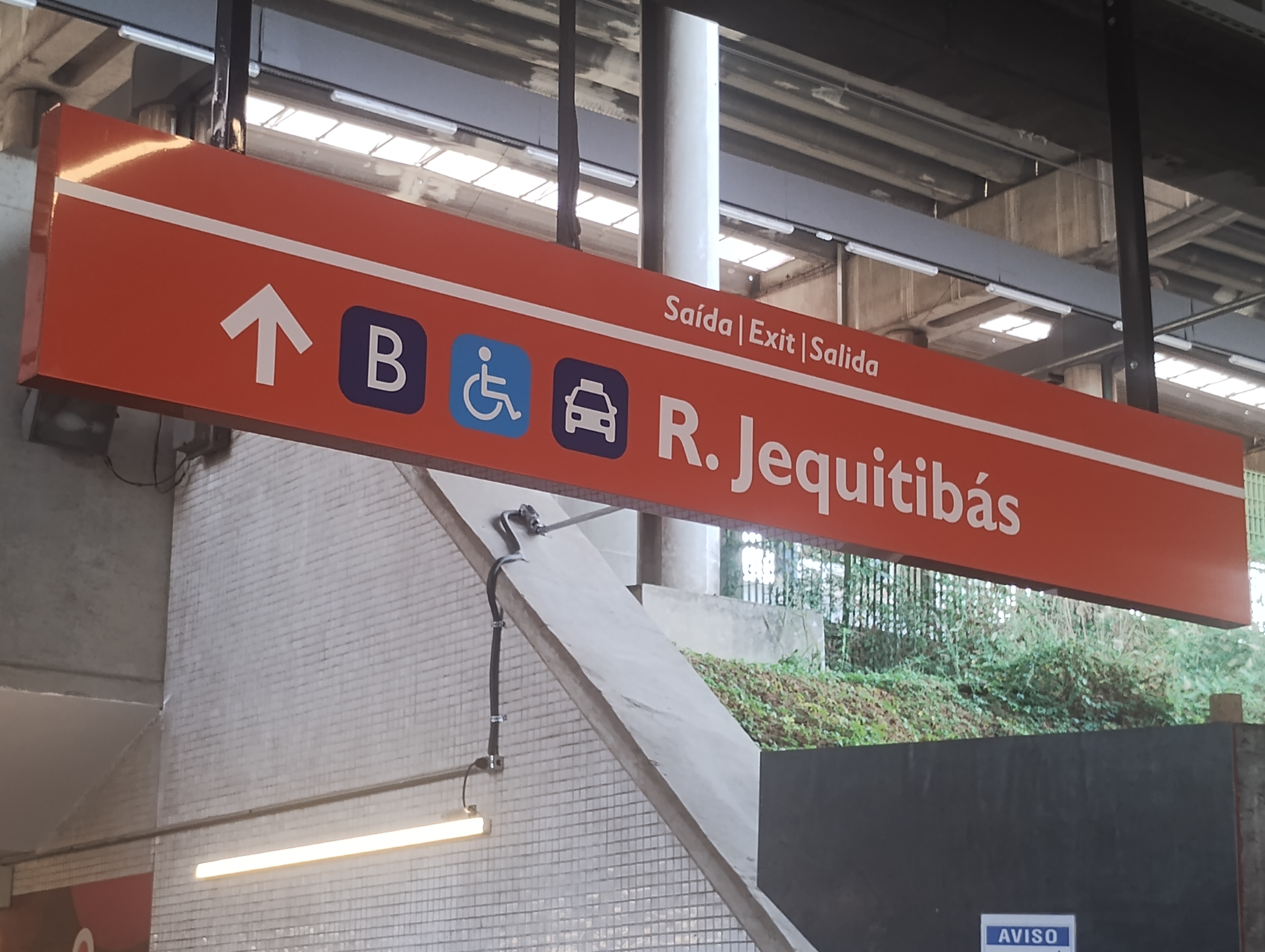
Estación Eldorado.

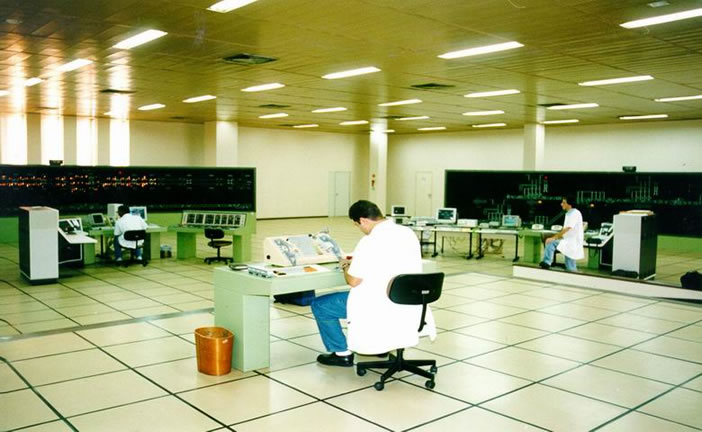
Centro de Control Operacional del Metro de Belo Horizonte

Sucesivamente se han puesto en funcionamiento los siguientes tramos:
- 1987 - Línea 1 - Eldorado - Central.
- 1999 - Central - Minas Shopping.
- 1998 - Comenzaron las obras de la línea 2.
- 30 de julio de 1999 - Se inaugura la estación Vila Oeste.
- 5 de enero de 2002 - Minas Shopping - São Gabriel.
- 20 de septiembre de 2002 - São Gabriel - de Vilarinho, 6.5 kilómetros.
- 2004 - Las obras de la línea 2 quedaron paralizadas y abandonadas hasta 2022.
- 2012 - Compra de una flota de 10 nuevos trenes.[4]
- 2024 - Anunciaron el reinicio de las obras de la línea 2.
- 2024 - Compra de una flota de 24 nuevos trenes.[5]

## Líneas
Actualmente, el sistema de metro de Belo Horizonte dispone de 1 línea con 19 estaciones y 28,1 km de recorrido. Una segunda línea, que incluirá 7 nuevas estaciones y se extenderá por 10,5 km, se encuentra en construcción y se estima su inauguración para el año 2028. Todo el programa de ampliación de la red está siendo coordinado por la Secretaría de Estado de Infraestrutura, Mobilidade e Parcerias (SEINFRA) del Gobierno del Estado de Minas Gerais, y por consultorías nacionales e internacionales, a través del Plan de Movilidad de la Región Metropolitana de Belo Horizonte.

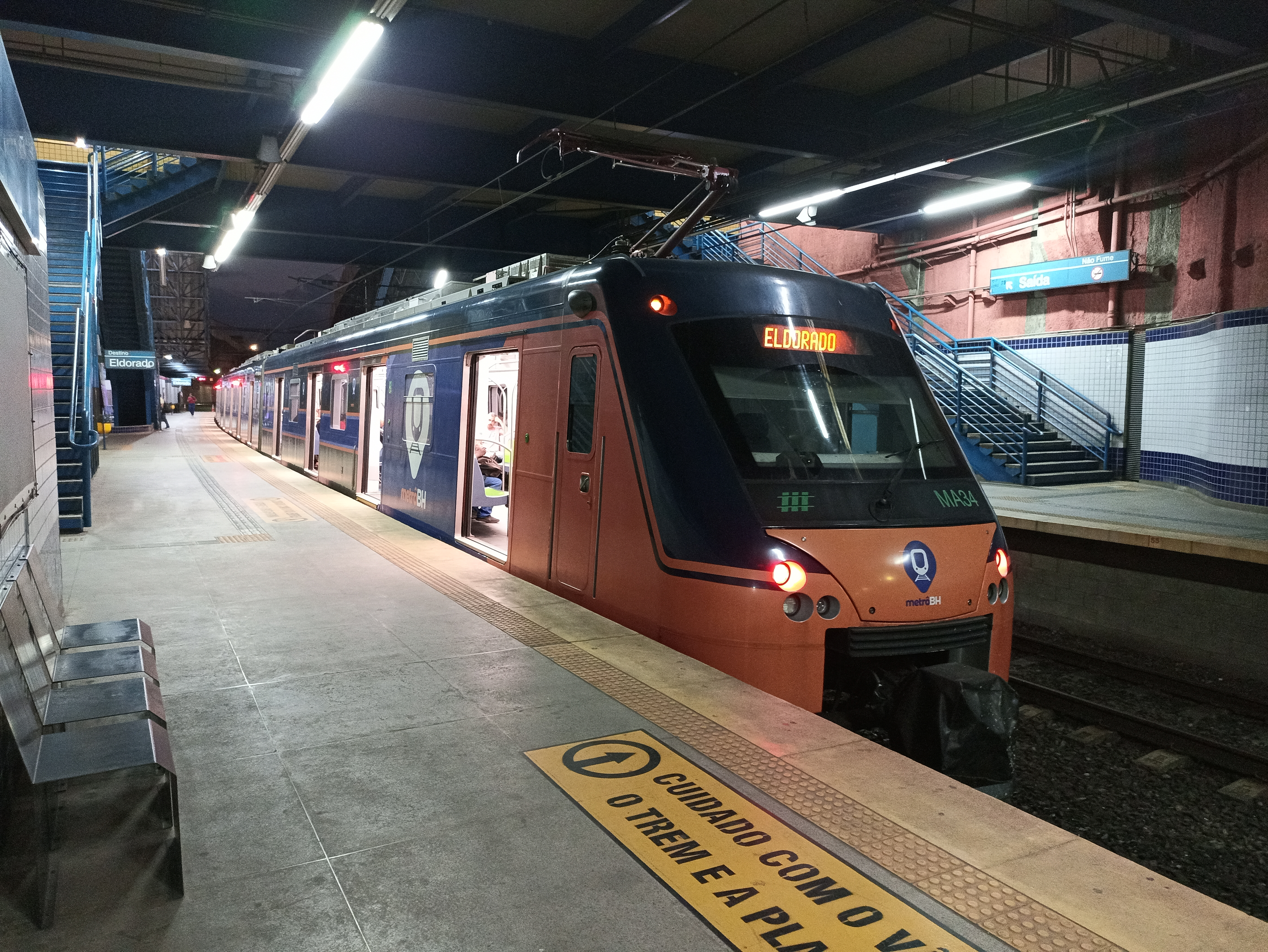
Tren en la Estación Waldomiro Lobo.

| Línea   | Terminales            | Inauguración | Ancho de vía | Longitud (km) | Estaciones | Funcionamiento                           |
| ------- | --------------------- | ------------ | ------------ | ------------- | ---------- | ---------------------------------------- |
| Línea 1 | Eldorado ↔ Vilarinho  | 01/08/1986   | 1600mm       | 28,1          | 19         | Todos los días, de las 05:15 a las 23:00 |
| Línea 2 | Barreiro ↔ Nova Suíça | 2028*        | 1600mm       | 10,5          | 7          | En Construcción                          |

## Estaciones

### Línea 1
| Estación                 | Condición actual  | Observación                                                                                        |
| ------------------------ | ----------------- | -------------------------------------------------------------------------------------------------- |
| Bernardo Monteiro (*)    | En proyecto       | Combinación con Línea 4.(*)                                                                        |
| Beatriz (*)              | En proyecto       | -                                                                                                  |
| Parque São João (*)      | En proyecto       | -                                                                                                  |
| Novo Eldorado            | En construcción   | -                                                                                                  |
| Eldorado                 | En funcionamiento | -                                                                                                  |
| Cidade Industrial        | En funcionamiento | -                                                                                                  |
| Vila Oeste               | En funcionamiento | -                                                                                                  |
| Gameleira                | En funcionamiento | -                                                                                                  |
| Nova Suíça               | En construcción   | Combinación con Línea 2.                                                                           |
| Calafate                 | En funcionamiento | -                                                                                                  |
| Carlos Prates            | En funcionamiento | -                                                                                                  |
| Lagoinha                 | En funcionamiento | Integración con autobús urbano. Combinación con Terminal de Autobuses. Combinación con Línea 3.(*) |
| Central                  | En funcionamiento | Integración con autobús urbano. Combinación con ferrocarril de pasajeros de larga distancia.       |
| Santa Efigênia           | En funcionamiento | -                                                                                                  |
| Santa Tereza             | En funcionamiento | -                                                                                                  |
| Horto Florestal          | En funcionamiento | -                                                                                                  |
| Santa Inês               | En funcionamiento | -                                                                                                  |
| José Cândido da Silveira | En funcionamiento | Integración con autobús urbano.                                                                    |
| Minas Shopping           | En funcionamiento | -                                                                                                  |
| São Gabriel              | En funcionamiento | Integración con autobús urbano. Combinación con Línea 5.(*)                                        |
| Primeiro de Maio         | En funcionamiento | -                                                                                                  |
| Waldomiro Lobo           | En funcionamiento | -                                                                                                  |
| Floramar                 | En funcionamiento | -                                                                                                  |
| Vilarinho                | En funcionamiento | Integración con autobús urbano.                                                                    |
| (*) Proyecto futuro      |                   | |

### Línea 2
| Estación      | Condición actual | Observación                     |
| ------------- | ---------------- | ------------------------------- |
| Barreiro      | En construcción  | Integración con autobús urbano. |
| Ferrugem      | En construcción  | -                               |
| Vista Alegre  | En construcción  | -                               |
| Nova Cintra   | En construcción  | -                               |
| Salgado Filho | En construcción  | -                               |
| Amazonas      | En construcción  | -                               |
| Nova Suíça    | En construcción  | Combinación con Línea 1.        |

### Flota
Actualmente, el sistema cuenta con una flota de 35 trenes de unidades eléctricas (TUE), de 4 coches cada uno. De estos, 25 son de la serie 900, fabricados por un consorcio franco-brasileño-canadiense entre 1984 y 2001, con una capacidad total para 1026 pasajeros. Los 10 trenes restantes, denominados serie 1000, fueron fabricados por la empresa española Construcciones y Auxiliar de Ferrocarriles (CAF), con una pequeña participación de la francesa Alstom, entre 2012 y 2015, y tienen una capacidad total de 1320 pasajeros. La trocha de la red es de 1600 mm y la alimentación de los trenes se realiza mediante catenaria, a una tensión de 3000 V de CC.
En junio de 2024, se firmó un contrato con el fabricante chino CRRC Changchun Railway Vehicles Co. & Ltd. para el suministro de 24 nuevas composiciones que reemplazarán por completo la flota de trenes de la serie 900 a partir de 2026.
| Flota actual |              |       |        |                                              | |                          |                         |
| Denominación | Denominación | Flota | Coches | Consorcio fabricante                         | Empresa(s) participante(s) | País(es) de origen       | Período de construcción |
|              | Serie 900    | 25    | 4      | Consórcio Construtor de Trens Unidade (CCTU) | Francorail, Cobrasma, MTE, Brown Boveri, Traction Cem Oerlikon y Jeumont Schneider (Fase 1) Alstom/ADTranz/Bombardier (Fase 2) | Francia, Canadá y Brasil | 1984 a 2001             |
|              | Serie 1000   | 10    | 4      | CAF/Alstom                                   | Construcciones y Auxiliar de Ferrocarriles Alstom                                                                              | España y Francia         | 2012 a 2015             |
| Flota futura |              |       |        |                                              | |                          |                         |
| Denominación | Denominación | Flota | Coches | Consorcio fabricante                         | Empresa(s) participante(s) | País(es) de origen       | Período de construcción |
|              | Serie -      | 24    | 4      | CRRC Corporation Limited                     | CRRC Changchun Railway Vehicles                                                                                                | China                    | 2025 a 2026             |